# Matlama FC
O Matlama Football Club é um clube de futebol com sede em Maseru, Lesoto. A equipe compete na Lesotho Premier League.

## História
O clube foi fundado em 1 de abril de 1932.

## Títulos
Lesotho Premier League (11): 1974, 1977, 1978, 1982, 1986, 1988, 1992, 2003, 2010, 2019, 2022.